# Over the Years (альбом Эбби Линкольн)
Over the Years — студийный альбом американской певицы Эбби Линкольн, выпущенный в 2000 году на лейбле Verve Records.

## Отзывы критиков
| Оценки критиков                   | Оценки критиков |
| Источник                          | Оценка          |
| --------------------------------- | --------------- |
| AllMusic                          | [ 1 ]           |
| The Encyclopedia of Popular Music | [ 2 ]           |

В рецензии для AllMusic Кен Драйен заявил, что как и следовало ожидать, именно особая интерпретативная сила Линкольн определяет ход событий здесь. Мэтью Бал из All About Jazz отметил, что Линкольн долгие годы продолжала расти не только как музыкант, но и как автор песен и аранжировщик, и плоды этого роста можно услышать на этом альбоме.

## Список композиций
1. «When the Lights Go On Again» (Бенни Бенджамин, Сол Маркус, Эдди Сейлер) — 5:53
2. «Blackberry Bossoms» (Эбби Линкольн) — 4:08
3. «Somos Novios» (Армандо Мансанеро) — 6:11
4. «A Heart Is Not a Toy» (Эбби Линкольн) — 4:14
5. «I Could Sing It for a Song» (Эбби Линкольн) — 4:20
6. «I’m Not Supposed to Know» (Эбби Линкольн) — 3:59
7. «Windmills of Your Mind» (Алан Бергман, Мэрилин Бергман, Мишель Легран) — 5:03
8. «Lucky to Be Me» (Леонард Бернстайн, Бетти Комден, Адольф Грин) — 7:30
9. «What Will Tomorrow Bring» (Эбби Линкольн) — 6:27
10. «Tender as a Rose» (Фил Мур) — 3:23

## Участники записи
- Бас — Джон Ормонд
- Виолончель — Дженнифер Винсент (1, 9)
- Вокал — Эбби Линкольн
- Барабаны — Джаз Сойер
- Гитара — Кендра Шенк (2)
- Запись, сведение, мастеринг — Джей Ньюленд
- Продюсер — Даниэль Ришар, Жан-Филипп Аллард
- Тенор-саксофон — Джо Ловано (1, 2, 5 — 7, 9)
- Труба — Джерри Гонсалес (3, 6)
- Фортепиано — Брэндон Маккьюн

Сведения взяты из аннотации к альбому.

## Чарты
| Чарт (2000)                     | Высшая позиция |
| ------------------------------- | -------------- |
| США (Billboard Top Jazz Albums) | 10             |